# Отбягващо разстройство на личността
Отбягващото разстройство на личността (ОРЛ) или тревожно личностно разстройство е личностно разстройство, отразено в DSM наръчника на АПА, което се характеризира с модел на социално задържане (задръжки), чувство за неадекватност, крайна чувствителност за негативни отзиви и оценяване, отбягване на социални взаимодействия.
Хората с ОРЛ често смятат себе си за социално неуместни или безинтересни и непривлекателни и отбягват социални взаимодействия поради страх да не бъдат подигравани, унижавани, отхвърлени или нехаресани.
ОРЛ обикновено се забелязва за първи път през ранните периоди на зряла възраст и се свързва с възприето или действително отхвърляне от страна на родители или връстници по време на детството.

## Критерии за диагностициране
Американската психиатрична организация включва ОРЛ в DSM IV-TR и го определя като проникващ, но и разпространяващ се модел на социална задръжка, чувства за неадекватност и хиперсензитивност към негативно оценявне, започващи от ранното съзряване и налични при различни контексти, което се индикира от четири или повече от следните:
1. Избягване на професионални дейности, при които значително се набляга на междуличностния контакт, поради страх от критика, неодобрение или отхвърляне.
2. Нежелание за замесване с хора, освен в случай че харесването от тяхна страна е сигурно.
3. Въздържание от започване на интимни взаимоотношения, причинено от страх от засрамване, подиграване или отхвърляне поради силно занижена самооценка.
4. Прекомерна загриженост при критика или отхвърляне в социална ситуация.
5. Сдържаност при нови междуличностни ситуации поради чувство на неадекватност.
6. Гледане на себе си като на социално неуместен, безинтересен и непривлекателен или по-нисшестоящ спрямо другите.
7. Необичайно нежелание за поемане на лични рискове или ангажиране с нови дейности, защото могат да се окажат смущаващи.

ОРЛ често се бърка с антисоциалното личностно разстройство; клинично терминът антисоциален означава незачитане на социалните норми и правила, а не социална сдържаност.

## Причини
Причините за ОРЛ не са ясно дефинирани и може да са повлияни от комбинация от социални, генетични и психологически фактори. Множество синдроми на загриженост по време на детството и юношеството се свързват с темперамент, характеризиращ се със сдържаност в поведението, срамежливост, плашливост и необщителност при нови ситуации.
Много хора с диагноза ОРЛ са имали ранни преживявания на хронично родителско и/или социално критикуване или отхвърляне. Нуждата за обвързване с отхвърлящите родители/връстници кара хората с ОРЛ да жадуват за отношения, но техният копнеж постепенно се превръща в защитна обвивка срещу повтарящите се критики.

## Симптоми
Хората с ОРЛ са загрижени за техните недостатъци и формират отношения с другите само ако вярват, че няма да бъдат отхвърлени. Загубата и отхвърлянето са толкова мъчителни, че тези хора по-скоро биха предпочели да бъдат самотни, отколкото да рискуват да опитат да изградят връзки с другите.
- Свръхчувствителност към критика или отхвърляне.
- Самоналагане на социална изолация.
- Изключителна стеснителност в социални ситуации, въпреки силното желание за близки отношения.[4]
- Избягване на физически контакт защото се асоциира с неприятни или мъчителни стимули.
- Избягване на междуличностни взаимоотношения.
- Чувство за неадекватност.
- Изключително ниска самооценка.
- Ненавист към себе си.
- Недоверие към другите.
- Емоционално дистанциране относно интимността.
- Високо самосъзнание.
- Самокритичност за собствените проблеми спрямо чуждите.
- Проблеми с професионалното функциониране.
- Самовъзприятие за самотност.
- Чувство за по-нисш от останалите.
- Използване на фантазии като форма на бягство и за прекъсване на мъчителни мисли.[5]